# Los Pocitos Monjas
Los Pocitos Monjas är en ort i Mexiko.   Den ligger i kommunen Monjas och delstaten Oaxaca, i den sydöstra delen av landet, 400 km sydost om huvudstaden Mexico City. Los Pocitos Monjas ligger 1 553 meter över havet och antalet invånare är 163.
Terrängen runt Los Pocitos Monjas är kuperad västerut, men österut är den platt. Runt Los Pocitos Monjas är det ganska tätbefolkat, med 70 invånare per kvadratkilometer. Närmaste större samhälle är Miahuatlán de Porfirio Díaz, 3,9 km sydost om Los Pocitos Monjas. Omgivningarna runt Los Pocitos Monjas är en mosaik av jordbruksmark och naturlig växtlighet.